# 1996 AP15
1996 AP15 är en asteroid i huvudbältet som upptäcktes den 14 januari 1996 av Beijing Schmidt CCD Asteroid Program vid Xinglong-observatoriet.
Asteroiden har en diameter på ungefär 4 kilometer.